# 白夜追兇
《針鋒相對》（英語：Insomnia）是一部2002年上映的美國驚悚片，由英國導演克里斯托弗·诺兰執導，翻拍自1997年挪威電影《极度失眠》。本片由艾尔·帕西诺、羅賓·威廉斯和希拉里·斯旺克領銜主演，情節描述帕西诺飾演的老練警探前往阿拉斯加調查兇手不明的少女命案，卻因為誤殺同伴而被狡猾兇手（威廉斯飾演）逼進一場貓抓老鼠的心理戰，再加上极昼導致的失眠，使他身心瀕臨極限。
本片是諾蘭導演的第三部長片，也是他的第一部好萊塢片廠電影。諾蘭在觀賞原版電影時深受吸引，自願擔任導演。諾蘭選擇帕西諾來主演是因為他演過多名警察角色，另一方面威廉斯研究了多名真實連環殺手來幫助演戲。本片於2001年4月至6月間拍攝，主要取景地散布在不列颠哥伦比亚省，包含艾伯尼港、史戈米殊、印地安灣和斯图尔特等地。
本片上映後叫好又叫座，全球票房超過1億美元，諾蘭憑藉本片榮獲伦敦影评人协会獎年度導演。

## 劇情大綱
洛杉磯老練警探杜莫和其副手艾克哈特奉命到阿拉斯加奈特慕的一個小鎮，協助調查一宗17歲少女的謀殺案。杜莫偵破多次罪案，但當局有意重新調查其中一起案子，艾克哈特坦承自己為了免毒品罪而將出庭指控杜莫。杜莫因此擔心，以往的案件被重啟後，當初被定罪的犯人可能獲釋。
在一次引誘真兇的圍捕行動中，杜莫在追捕真兇時因濃霧而誤殺了艾克哈特。這個意外使得他從此被失眠纏身，再加上適逢當地夏天的极昼，讓他失去了以往在辦案時的穩健和敏銳。杜莫將艾克哈特的死推託給該名嫌犯，原因是公佈真相後會留下污點，考量到警局裡的情勢甚至會被認為是有意謀殺艾克哈特。
推理小說作家華特是謀殺案的嫌犯，他知道是杜莫殺了艾克哈特，並以此事威脅杜莫和自己合作脫罪。杜莫別無選擇只能與華特聯手，讓華特接受警方盤問，再將少女之死栽贓給曾對她暴力相向的男友。但是杜莫明知華特才是真兇，他的良心不安，失眠狀況達到極限。杜莫回憶起之前的那件案子，當時他抓到了殺童兇手卻苦無證據，眼看兇手要脫罪時，他做了假證物，使兇手被判有罪。
另一方面，察覺杜莫不對勁的當地女警艾莉找到杜莫殺死艾克哈特的彈殼，並試探杜莫的反應。隨後應華特的請求，艾莉到華特的河濱小屋拿取少女謀殺案的相關證物。華特察覺到艾莉對杜莫的疑心，有意在小屋除掉艾莉，杜莫趕到後與華特翻臉，最後兩人交火後同歸於盡。艾莉相信杜莫的清白，原本要拋棄彈殼證據，但被杜莫在死前阻止，要求她不要像他一樣拋棄原則，最後說完「讓我睡」後離世。

## 演員表
- 艾尔·帕西诺飾演威爾·杜莫警探（Detective Will Dormer）：來自洛杉矶警察局的老練警探[7]。
- 羅賓·威廉斯飾演華特·芬奇（Walter Finch）：阿拉斯加當地的三流推理小說作家，少女命案的嫌疑人。
- 希拉里·斯旺克飾演白艾莉警探（Detective Ellie Burr）：當地的女警，充滿熱忱，崇拜杜莫[7]。
- 毛拉·提爾尼（英语：Maura Tierney）飾演芮秋·克萊門特（Rachel Clement）：杜莫下榻的旅店的經理[7]。
- 馬丁·多諾萬飾演哈普·艾克哈特警探（Detective Hap Eckhart）：杜莫的老搭檔[7]。
- 尼基·凱特飾演佛萊德·道格警探（Detective Fred Duggar）：當地的警探。
- 保羅·杜利（英语：Paul Dooley）飾演查理·奈貝克警長（Chief Charlie Nyback）：當地的警長。
- 克莉絲托·洛（英语：Crystal Lowe）飾演凱怡·康諾（Kay Connell）：被殺害的17歲少女。
- 傑·布蘭澤（英语：Jay Brazeau）飾演法蘭西斯警官（Officer Francis）：當地的警官。
- 賴瑞·霍登（英语：Larry Holden）飾演法雷爾·布魯克斯警官（Officer Farrell Brooks）：當地的警官。
- 凱莉·桑德莫斯基（Kerry Sandomirsky）飾演崔西·艾克哈特（Trish Eckhart）：哈普的妻子。
- 洛恩·卡迪納爾（英语：Lorne Cardinal）飾演瑞奇警官（Officer Rich）：當地的警官。
- 凱瑟琳·伊莎貝爾（英语：Katharine Isabelle）飾演譚雅·法蘭可（Tanya Francke）：凱怡的閨蜜。
- 喬納森·傑克遜飾演藍迪·史提茲（Randy Stetz）：凱怡的男友，嫌疑人之一[7]。
- 寶拉·蕭（英语：Paula Shaw）飾演驗屍官

## 製作

### 籌備

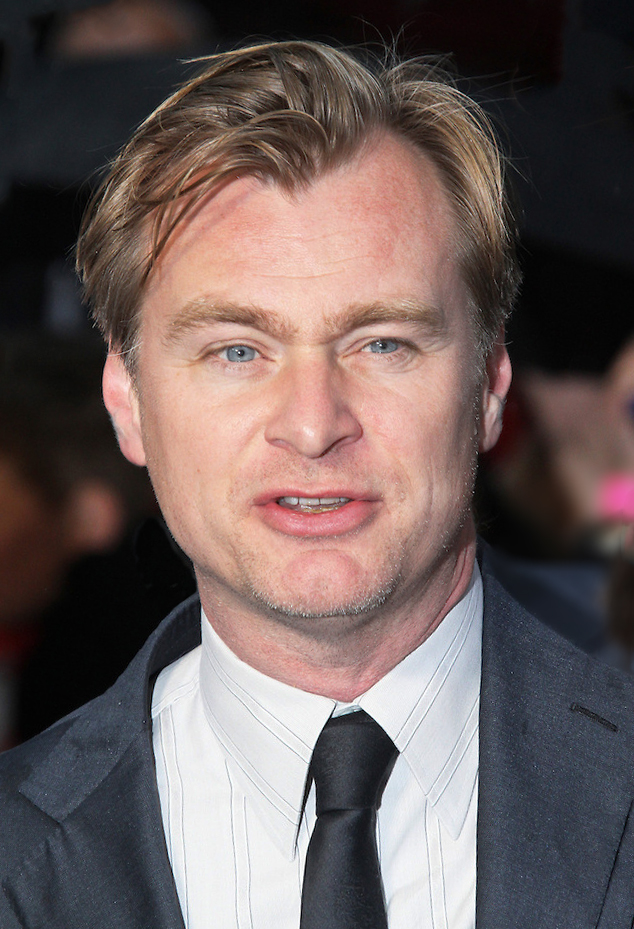
克里斯托弗·诺兰（攝於2013年）

製片人保羅·姜格·威特和愛德華·麥克唐納（Edward McDonnell）觀賞了尼古拉·福羅貝紐斯導演的1997年挪威電影《极度失眠》後，著迷於其故事設定和主人公面臨的獨特困境。兩人開始與編劇希拉蕊·塞茨（Hillary Seitz）合作，籌備該電影的美國翻拍版。塞茨花費一年時間，研究電影中的虛構奈特慕小鎮，並仔細創作角色和故事。她的草案吸引了愛爾康娛樂的安德魯·科索夫和布罗德里克·约翰逊，最終愛爾康娛樂加入了製片商的行列。2000年9月，據《娛樂周刊》報導，演員哈里森·福特與導演強納森·德米有興趣加入本片。9月底，《好萊塢報導》指出，導演確定由克里斯托弗·诺兰擔任，這是他首度導演好萊塢片廠的電影。艾尔·帕西诺於2001年2月證實將擔任主演。
诺兰在1997年觀賞了《极度失眠》，當時他正在改寫《記憶拼圖》的劇本。諾蘭很喜歡《极度失眠》的質感，一連看了兩次，之後聽說華納兄弟有意製作翻拍版時，便產生要去當導演的念頭。然而諾蘭沒有與高層會面的機會，史蒂文·索德伯格得知後主動為諾蘭向華納兄弟爭取。索德伯格與佐治·古尼提案擔任該片的執行製片人，形同為諾蘭擔保，於是諾蘭得到了導演職位。
因為帕西諾的片約協商拖了很久，諾蘭在2000年一整年都在改寫劇本。他開始改寫劇本時，曾特別去訪問命案刑警。諾蘭在好萊塢內的連鎖餐廳漢堡村與塞茨會面，將劇本修改建議告訴她。因為諾蘭是請塞茨照著要求改寫劇本，而非親自修改，所以諾蘭並沒有要求得到編劇的頭銜。諾蘭僅有為了杜莫的演員艾尔·帕西诺而改寫了一些內容。因為當時美国编剧工会罷工的關係，劇本的截稿日非常緊迫。原本的結局中杜莫並不會死，不過索德伯格建議諾蘭讓他死去，稱這樣就會像约翰·福特的電影那樣，諾蘭對此表示認同並修改。但片商對此感到不滿意，於是要求諾蘭拍攝另一種不同的結局。諾蘭照做了，而最終杜莫死亡的結局獲得片廠接受，另一種結局並沒有派上用場。
本片最初定於2002年第三季度在美國上映。2001年11月1日，《綜藝雜誌》稱本片定檔於2002年5月24日。2002年4月，本片敲定於5月11日在翠貝卡電影節上進行特別放映。

### 選角
諾蘭和製片廠一開始就打算要找明星來演杜莫。在選擇杜莫的演員時，諾蘭覺得帕西诺是最能讓電影素材有意思的演員，因為帕西諾多年來演過很多好警察角色（從《衝突》到《激情劊子手》再到《盜火線》），這樣的形象會和《針鋒相對》的劇情產生預期上的反差。製片人科索夫也認為，帕西諾拍了很多城市背景的電影，讓他到荒郊野外的舞台是很有吸引力的點子。帕西諾接演本片的最大原因是欣賞導演諾蘭的《記憶拼圖》，而且他也喜歡陷入內在衝突和善惡不分明的角色。外界認為杜莫這個角色和帕西諾在《盜火線》中飾演的文森特·漢納警督（Lt. Vincent Hanna）相似，不過帕西諾在受訪時表示，他沒有意圖讓這兩個角色聯繫起來。帕西諾認為杜莫有自己的行事原則，而且是個菁英，所以他在第一個場景（杜莫為少女驗屍）將杜莫詮釋成「超級警察」。
劇組先選了帕西諾，然後才思考華特的演員。對於威廉斯，他主要以喜劇聞名，但製片人也很欣賞他在《早安越南》、《死亡诗社》和《心灵捕手》中的演出，認為由他飾演精明謹慎的殺人兇手頗具說服力。威廉斯在描述此角色時稱，大部分壞人並不覺得自己壞，但華特不是。「華特拿案子來寫書，那對他來說像個遊戲。他就像在利用杜莫來做研究，有點病態」，威廉斯表示。為了詮釋社會性病態者的可怕，威廉斯觀看了一些真實連環殺手的訪談和錄影帶，以傑佛瑞·丹墨為主，此外還有文遜家族和泰德·邦迪。威廉斯嘗試藉此掌握說話的語氣，他發現講話悅耳且小聲的壞人更加令人毛骨悚然，便運用於飾演病態的華特。威廉斯直到電影上映時都沒有看過原版挪威電影。
諾蘭觀察帕西諾和威廉斯這兩名主演明星，指出兩人在拍片現場的個人風格截然不同，威廉斯活潑而帕西諾內斂，但在拍戲時又能和彼此及其他演員合作良好。帕西諾參演的消息於2001年2月底正式公開，威廉斯於同年3月中旬時還在洽談。希拉里·斯旺克在片中飾演白艾莉警探，諾蘭稱這個角色有些年輕天真，但具備智慧且恪守職責。諾蘭認為斯旺克的外表和體型相當適合，也相信她能駕馭這個角色的多重面向。斯旺克於2001年2月底時還處於洽談階段，3月中旬確認加盟。配角演員如毛拉·提爾尼與馬丁·多諾萬於2001年4月12日確認加入演員陣容。

### 拍攝
本片的主體拍攝於2001年4月16日至6月底進行，為期53天，原本計畫是52天。拍攝地點位於不列颠哥伦比亚省溫哥華和周邊地區，預算大約為4600萬至5000萬美元。劇組先前往艾伯尼港、史戈米殊和印地安灣等地拍攝，最後於2001年6月至斯图尔特拍攝電影結尾。諾蘭與《記憶拼圖》的攝影指導禾利·費斯達再度合作。
本片是諾蘭第一次執導中型預算的電影，對他而言也是第一次與電影明星和好萊塢片廠合作、第一次大型實地拍攝。本片並沒有時間事先排演，劇組出外景時會在晚上排演隔天的戲。諾蘭也會和帕西諾花很多時間討論劇本，帕西諾認為那就是很重要的排演。本片並未按照劇情順序拍攝，帕西諾必須切換演出杜莫的不同狀態，考驗導演和演員的功力。諾蘭希望觀眾以帕西諾所飾角色的角度來看整個故事，所以想盡辦法將鏡頭安排在帕西諾身邊，並認為近拍會使演員的演出顯得更逼真。諾蘭和索德柏覺得《針鋒相對》在這方面上和《記憶拼圖》相似，都有讓觀眾進入主角的主觀視角的特色。

#### 外景
諾蘭在2000年10月前至阿拉斯加進行了勘景，初步勘景時他多次乘坐直升機勘景。電影開頭飛機穿過冰河的畫面，是在阿拉斯加州瓦爾迪茲附近的哥倫比亞冰河拍攝。杜莫前往的奈特慕城鎮是在區域自治市史戈米殊的一個小伐木鎮（logging town）取景，使用了鎮上的警察局和學校，鎮上的狩獵小屋也被當作杜莫和哈普下榻的屋子。杜莫到學校訊問少女男友的場景花了兩天拍攝。
電影中的巨石岩灘在溫哥華島的印地安灣一帶拍攝，當地較為偏僻且交通不便，劇組在當地進行四天的外景拍攝，人員坐船前來，而搭景的建材則是用直升機載過來。霧氣效果是由劇組人工製造，無論實際天氣如何都可以有一樣的效果。杜莫追逐華特的橋段主要在離巨石岩灘不遠的地方拍攝，電影裡眾警員包圍的木屋也搭建在該處。劇組在攝影棚內也蓋了一間木屋，用來拍內景。被殺少女的葬禮之橋段於雪梨島的沙咀拍攝，鄰近斯塔瓦缪斯酋长岩。劇組在沙咀上添加草木等自然景觀，打造墓園的場景。為了拍攝杜莫與華特在渡輪上會面的場景，劇組挪用了一台飽經風霜的派對遊艇好幾天。
電影中華特的公寓位在烏庫米特的城鎮，劇組於2001年5月在艾伯尼港一帶拍攝相關場景。據報導，劇組於溫哥華島中部的一個工廠小鎮進行了為期三天的緊湊拍攝。取景地點位在當地的阿蓋爾街（Argyle Street）上，包含桑阿斯旅館（Somass Hotel）和用來拍攝華特住處的箭景旅館（Arrowview Hotel）。杜莫與華特在浮木上追逐的橋段也於艾伯尼港拍攝，地點是太平洋造紙廠（Pacifica Papers mill）的木材堰。拍攝時，劇組將一堆不同的木材固定在一起並漂在水面上，然後再用拖船拖著它們前進。據估計，本片的拍攝為艾伯尼地區注入120萬美元。
2001年6月，參與拍攝的約160人團隊經由特勒斯進入斯图尔特，進行為期四天的拍攝，包含最終場景。華特的私人河畔木屋在大熊冰河的一座結冰湖上搭景拍攝，那裡鄰近斯图尔特的小村莊。執行製作人查爾斯·施利索（Charles Schlissel）表示，大熊冰河是每年這時加拿大唯一一個沒被40英尺（12）厚積雪覆蓋的冰河，而這正是他們選擇大熊冰河的原因。拍攝期間劇組遭逢一場小型雪崩，不過並未受到任何損害。

### 配樂
本片的配樂由大衛·朱利安操刀，他從諾蘭的早期短片《Larceny》（1996年拍攝）開始就持續與諾蘭合作。尼克·英格曼擔任各曲目的指揮。電影原聲帶於2002年5月14日在美國發行，發行商為瓦雷澤·薩拉班德唱片。
| 曲目列表 | 曲目列表                                      | 曲目列表 |
| 曲序     | 曲目                                          | 时长     |
| -------- | --------------------------------------------- | -------- |
| 1.       | Opening Titles / Blood Drips（片頭曲 / 血滴） | 2:48     |
| 2.       | The Glacier（冰河）                           | 3:03     |
| 3.       | Kay's Theme（凱怡的主題曲）                   | 3:43     |
| 4.       | Kay's Bag（凱怡的包包）                       | 2:15     |
| 5.       | Fog（大霧）                                   | 5:13     |
| 6.       | Will Hides The Gun（威爾藏槍）                | 2:12     |
| 7.       | Call to Hap's Widow（與哈普的遺孀通話）       | 3:45     |
| 8.       | Crimescene（犯罪場面）                        | 2:25     |
| 9.       | The Dead Dog（死掉的狗）                      | 3:30     |
| 10.      | Walter's Phone Call（華特的來電）             | 3:22     |
| 11.      | Kay's Funeral（凱怡的葬禮）                   | 1:21     |
| 12.      | Walter's Apartment（華特的公寓）              | 3:37     |
| 13.      | Ellie's Theme（艾莉的主題曲）                 | 1:51     |
| 14.      | Will Confronts Walter（威爾與華特對峙）       | 2:44     |
| 15.      | Will's Confession（威爾的自白）               | 2:33     |
| 16.      | Walter's Lake House（華特的湖邊小屋）         | 5:47     |
| 17.      | "Let Me Sleep"（「讓我睡」）                  | 2:43     |
| 18.      | Closing Titles（閉幕曲）                      | 4:05     |
| 总时长： | 总时长：                                      | 56:57    |

## 上映
2002年5月11日星期六，本片在美國翠貝卡電影節上舉行特別放映，地點位在BMCC翠貝卡表演藝術中心，劇組成員出席現場，包含艾尔·帕西诺、羅賓·威廉斯和希拉里·斯旺克。由於門票超額預定，主辦單位徵用了附近的兩家電影院。2002年5月22日星期三，本片的首映禮在美國埃爾卡皮坦劇院舉行，隨後於星期五上檔院線。本片也獲選為第56屆愛丁堡國際電影節和布里斯本國際影展的閉幕片，並在洛迦诺电影节、多维尔美国电影节、都灵电影节、棕榈泉国际电影节等影展放映。電影分級方面，本片被美國電影協會（MPAA）分為R級，理據為不當言語、暴力和短暫裸露鏡頭。

## 迴響

### 影評
本片獲得良好口碑。影評匯總網站爛番茄收集201份評論文章，其中有185份給出了「新鮮」的正面評價，「新鮮度」為92%，平均得分7.70（最高10分），該網站的共識評價寫道：「借力於艾尔·帕西诺和羅賓·威廉斯的演出，《針鋒相對》是一齣高明而且吸引人的心理戲劇。」另一網站Metacritic上收集的37篇評論中則有33篇好評，1篇差評，3篇褒貶不一，綜合評分78（最高100），屬好評居多。

### 票房
在美國，本片於2002年5月24日星期五起全國上映，時逢亡兵紀念日的連假周末，同期新片包含《小马王》和《追情殺手》。在映前一個月，《綜藝雜誌》認為本片的票房表現難以預測。本片於全美2,610家電影院開畫，首映週末四天共進帳2620萬美元，排名第三，僅次於前兩周上映的大片《蜘蛛人》和《星際大戰二部曲：複製人全面進攻》。該首週末票房令製片方感到滿意，並刷新了帕西諾的個人最佳紀錄（超越《迪克·特雷西》的2250萬）。據統計，首映週末的觀眾中有53%是30歲以上，整體男女占比相當。第二個週末本片進帳980萬美元，較上週少了53%。
本片也在美國以外的國家上映。2002年8月底，本片在11個國家上映，首週末獲得約1000萬美元的票房。其中在英國，本片於264家電影院開畫，首周末收穫180萬美元，排名第一，而墨西哥、韓國和巴西也對票房貢獻良多。海外開畫10天後，本片的英國票房已達到410萬美元，在晚一周上映的澳大利亞和日本也傳出捷報。11天內，本片的海外票房總和超過1600萬美元。2002年10月中旬，本片已在25個海外地區收穫3200萬美元。2002年11月，本片於排燈節之際在印度上映，並在法國和義大利榮登票房冠軍。
根據Box Office Mojo統計，本片的全球票房超過1.137億美元，其中美國本土票房約佔6735萬，海外票房佔4640萬。

### 獎項
註：按頒獎日期排序。
| 獎名/影展名      | 頒獎日期      | 獎項              | 入圍者          | 結果 | 來源                        |
| ---------------- | ------------- | ----------------- | --------------- | ---- | --------------------------- |
| 卫星奖           | 2003年1月12日 | 最佳剪輯          | 多迪·多恩       | 提名 | [ 77 ] [ 78 ]               |
| 帝國獎           | 2003年2月5日  | 最佳女主角        | 希拉里·斯旺克   | 提名 | [ 80 ]                      |
| 伦敦影评人协会獎 | 2003年2月12日 | 年度英國導演      | 克里斯托弗·诺兰 | 獲獎 | [ 81 ] [ 83 ] [ 84 ] [ 85 ] |
| 伦敦影评人协会獎 | 2003年2月12日 | 年度男主角        | 艾尔·帕西诺     | 提名 | [ 81 ] [ 83 ] [ 84 ] [ 85 ] |
| 金預告獎         | 2003年3月13日 | 最佳恐怖片/驚悚片 | 《針鋒相對》    | 提名 | [ 87 ] [ 88 ]               |
| 愛倫·坡獎        | 2003年5月1日  | 最佳電影劇本      | 希拉蕊·塞茨     | 提名 | [ 89 ] [ 90 ]               |
| 土星獎           | 2003年5月18日 | 最佳電影男配角    | 羅賓·威廉斯     | 提名 | [ 91 ] [ 92 ]               |
| 土星獎           | 2003年5月18日 | 最佳劇本          | 希拉蕊·塞茨     | 提名 | [ 91 ] [ 92 ]               |

## 家用媒體
本片的家用媒體（含VHS和DVD）於2002年10月15日在美國發行。根據影音軟體經銷協會（Video Software Dealers Association）的調查，本片在2002年DVD出租榜上排名第7。

## 改編小說
本片的改編小說由勞勃·衛斯特布魯克撰寫，於2002年出版。

## 取消電視劇
2003年9月30日，《綜藝雜誌》報導，美国广播公司向華納兄弟電視公司訂購了改編電視劇的試播集。原編劇希拉蕊·塞茨將操刀劇本，如果能順利發展成電視劇，節目統籌將由傑克·歐爾曼擔任。改編電視劇將接續電影的結尾，焦點放在白艾莉警探身上，且劇情舞台依舊是阿拉斯加。然而該劇至今從未播出。

## 備註
1. ↑  原文：
2. ↑  原文：

### 引用作品
書籍
- 中華民國電影年鑑編輯委員會 (编).  (pdf). 臺灣: 國家電影資料館. 2003  [2023-06-30]. ISBN 957-30972-7-3. （原始内容存档 (PDF)于2023-01-14） –國家電影資料館 （中文（臺灣））.
- 湯姆·邵恩（英语：Tom Shone）. . 由黃政淵; 但唐謨翻译. 臺灣: 野人. 2021. ISBN 9789863844693 （中文（臺灣））.

### 額外資料
- Pavlus, John. . American Cinematographer（英语：American Cinematographer）. May 2002, 83 (5): 34-38, 40-45 （英语）.ProQuest 2297280787

## 外部連結
- 官方网站
- 互联网电影数据库（IMDb）上《白夜追兇》的资料（英文）
- 豆瓣电影上《白夜追兇》的資料 （简体中文）
- AllMovie上《白夜追兇》的资料（英文）
- Box Office Mojo上《白夜追兇》的資料（英文）
- 爛番茄上《白夜追兇》的資料（英文）